# Voragonema profundicola
Voragonema profundicola är en nässeldjursart som beskrevs av Nikolai Alexsandrovich Naumov 1971. Voragonema profundicola ingår i släktet Voragonema och familjen Rhopalonematidae. Inga underarter finns listade i Catalogue of Life.